# ریبی
ریبی (به لاتین: Rybí) یک منطقهٔ مسکونی در جمهوری چک است که در ناحیه نووی ییتشین واقع شده‌است. ریبی ۱٬۱۹۹ نفر جمعیت دارد.